# Luuk Tinbergen
Lukas (Luuk) Tinbergen (* 7. September 1915 in Den Haag; † 1. September 1955 in Groningen) war ein niederländischer Ornithologe und der erste Professor für Ökologie an der Reichsuniversität Groningen.
Luuk Tinbergen war 1949 auf Vorschlag von Gerard Baerends an die Reichsuniversität Groningen berufen worden, mit dem Ziel, das Fachgebiet Biologie zu erweitern und zu modernisieren. Luuk Tinbergen hatte drei Jahre zuvor an der Universität Leiden seine Doktorarbeit über Sperber (Accipiter nisus) verfasst: Diese Studie war nach der von Huib Kluijver erst die zweite tierökologische Freilandstudie, die in den Niederlanden akzeptiert worden war. Anders als viele Vertreter der so genannten klassischen vergleichenden Verhaltensforschung (Ethologie), die mit Hilfe von Ethogrammen zumeist isoliert das Verhalten einzelner Tiere qualitativ beschrieben, kombinierte Luuk Tinbergen quantitative verhaltensbiologische und ökologische Fragestellungen und wurde so zu einem frühen Wegbereiter für die Verhaltensökologie.
Luuk Tinbergen, der wiederholt unter Depressionen gelitten hatte, starb 1955 durch Suizid. Sein älterer Sohn Tijs Tinbergen besuchte die niederländische Film- und Fernsehakademie und ist ein niederländischer Dokumentarfilmer, sein jüngerer Joost M. Tinbergen ist Professor für Tierökologie an der Universität Groningen.
Luuk Tinbergens ältere Brüder Jan Tinbergen und Nikolaas Tinbergen wurden mit Nobelpreisen ausgezeichnet: Jan mit dem Alfred-Nobel-Gedächtnispreis für Wirtschaftswissenschaften (1969), Niko mit dem Nobelpreis für Physiologie oder Medizin (1973).

## Belege
1. ↑  Nikolaas Tinbergen: Watching and Wondering. In: Donald A. Dewsbury (Hrsg.): Studying Animal Behavior. Autobiographies of the Founders. University of Chicago Press, Chicago und London 1987, ISBN 0-226-14410-0, S. 432.
2. ↑  Lukas Tinbergen: De Sperwer als Roofvijand van Zangvogels. Brill, Leiden 1946.

| Personendaten    | Personendaten            |
| ---------------- | ------------------------ |
| NAME             | Tinbergen, Luuk          |
| ALTERNATIVNAMEN  | Tinbergen, Lukas         |
| KURZBESCHREIBUNG | niederländischer Ökologe |
| GEBURTSDATUM     | 7. September 1915        |
| GEBURTSORT       | Den Haag                 |
| STERBEDATUM      | 1. September 1955        |
| STERBEORT        | Groningen                |